# Lapraszerelt bútor
A lapraszerelt bútor olyan bútoripari termék, amely szétszerelt állapotban kapható. Az ilyen bútorok többnyire lapszerkezetűek, szemben az egyre ritkábban előforduló keretes és a még ritkábban előforduló oszlopos szerkezetű bútorokkal. A lapraszerelt bútorok kötései többnyire csavarok és köldökcsapok. A legelterjedtebb lapraszerelt bútorok alapanyaga laminált faforgácslap, lévén az iparág a költséghatékonyság jegyében kezdett el felvirágozni. Előfordul azonban az alapanyagok között festett MDF, illetve táblásított fenyő is. A hazai piacon ennek a bútoripari terméknek a legismertebb forgalmazói az IKEA, XXXLutz, Praktiker, JYSK.